# WK Prometej Dnipro (piłka siatkowa kobiet)
WK Prometej Dnipro (ukr. ВК «Прометей» Дніпро) – ukraiński kobiecy klub siatkarski z siedzibą w Kamieńskiem założony w 2019 roku przez Wołodymyra Dubynskiego. Od sezonu 2019/2020 występuje Superlidze w najwyższej klasie rozgrywkowej na Ukrainie. W sierpniu 2024 roku klub przestał istnieć.
W sezonie 2022/2023 klub występował w czeskiej Extralidze, lecz w związku ze zmianą ustawodawstwa na Ukrainie od 1 stycznia 2023 roku klub wycofał się z czeskich rozgrywek.

## Nazwy klubu
- 2019-2022 WK Prometej Kamieńskie
- 2022-2024 WK Prometej Dnipro

## Trenerzy
| Sezon     | W klubie      | Imię i nazwisko   |
| --------- | ------------- | ----------------- |
| 2019/2020 |               | Andrij Romanowycz |
| 2020/2021 | do 05.10.2020 | Andrij Romanowycz |
| 2020/2021 | od 13.10.2020 | Iwan Petkow       |
| 2021/2022 |               | Iwan Petkow       |
| 2022/2023 |               | Iwan Petkow       |
| 2023/2024 |               | Iwan Petkow       |

## Hale sportowe
| Sezon     | Hala                    | Miasto     | Kraj    | Liga / Europejskie puchary |
| --------- | ----------------------- | ---------- | ------- | -------------------------- |
| 2019/2020 | Pałac Sportu Prometej   | Kamieńskie | Ukraina | Superliga                  |
| 2019/2020 | Pałac Sportu Prometej   | Kamieńskie | Ukraina | Puchar Challenge           |
| 2020/2021 | Pałac Sportu Prometej   | Kamieńskie | Ukraina | Superliga                  |
| 2020/2021 | Junist Pałac Sportu     | Zaporoże   | Ukraina | Liga Mistrzyń              |
| 2020/2021 | Junist Pałac Sportu     | Zaporoże   | Ukraina | Puchar CEV                 |
| 2021/2022 | Sportarena Słobożański  | Dniepr     | Ukraina | Superliga                  |
| 2021/2022 | Junist Pałac Sportu     | Zaporoże   | Ukraina | Liga Mistrzyń              |
| 2022/2023 | Sportovní hala Klimeška | Kutná Hora | Czechy  | Extraliga                  |
| 2022/2023 | Sportovní hala Klimeška | Kutná Hora | Czechy  | Liga Mistrzyń              |
| 2023/2024 | Poliwalent Sală         | Mioveni    | Rumunia | Liga Mistrzyń              |

## Bilans sezon po sezonie
| Sezon                                                                                                   | Rozgrywki ligowe   | Rozgrywki ligowe | Puchar Ukrainy | Europejskie puchary | Europejskie puchary    |
| Sezon                                                                                                   | Poziom             | Miejsce          | Puchar Ukrainy | Rozgrywki klubowe   | Osiągnięcie            |
| --- | ------------------ | ---------------- | -------------- | ------------------- | ---------------------- |
| 2019/2020                                                                                               | Superliga          | –                | 3. miejsce     | Puchar Challenge    | 1/16 finału            |
| 2020/2021                                                                                               | Superliga          | 1. miejsce       | 1. miejsce     | Liga Mistrzyń       | I runda – kwalifikacje |
| 2020/2021                                                                                               | Superliga          | 1. miejsce       | 1. miejsce     | Puchar CEV          | 1/16 finału            |
| 2021/2022                                                                                               | Superliga          | 1. miejsce       | 1. miejsce     | Liga Mistrzyń       | faza grupowa           |
| 2022/2023                                                                                               | Extraliga (Czechy) | 7. miejsce       |                | Liga Mistrzyń       | faza grupowa           |
| 2023/2024                                                                                               | Superliga          | 1. miejsce       | 1. miejsce     | Liga Mistrzyń       | runda play-off         |
| • W sezonie 2019/2020 rozgrywki zostały przerwane z powodu rozprzestrzenia się koronawirusa na Ukrainie |                    |                  |                |                     |                        |

Poziom rozgrywek:
     pierwszy, najwyższy ogólnokrajowy
     drugi
     trzeci
     czwarty
     piąty

## Sukcesy
Superpuchar Ukrainy:
- 2020[7], 2021, 2023[8]

Puchar Ukrainy:
- 2021[9], 2022[10], 2024[11]

Mistrzostwo Ukrainy:
- 2021[12], 2022[13], 2024[14]

## Kadra

### Sezon 2023/2024[15]
| Nr | Imię i nazwisko     | Data ur. | Wzrost | Pozycja      |
| -- | ------------------- | -------- | ------ | ------------ |
| 1  | Diana Pidtykana     | 2006     | 180    | przyjmująca  |
| 2  | Diana Meluszkyna    | 1996     | 191    | środkowa     |
| 3  | Kateryna Wasyljewa  | 2003     | 173    | libero       |
| 5  | Melisa Ege Bükmen   | 2004     | 181    | przyjmująca  |
| 6  | Krystyna Niemcewa   | 1998     | 165    | libero       |
| 7  | Switłana Dorsman    | 1993     | 183    | środkowa     |
| 8  | Marharyta Hejko     | 2006     | 194    | przyjmująca  |
| 9  | Wiktorija Olijnyk   | 2000     | 180    | rozgrywająca |
| 10 | Ołena Charczenko    | 1995     | 188    | środkowa     |
| 11 | Bojana Milenković   | 1997     | 187    | przyjmująca  |
| 14 | Darja Szarhorodska  | 2002     | 182    | rozgrywająca |
| 15 | Darja Makarowa      | 2006     | 181    | przyjmująca  |
| 16 | Anastasija Majewska | 2001     | 190    | środkowa     |
| 17 | Jewhenija Chober    | 2001     | 188    | przyjmująca  |
| 19 | Wiktorija Dańczak   | 2000     | 193    | atakująca    |
| 21 | Marta Drpa          | 1989     | 192    | atakująca    |

### Sezon 2022/2023[16]
| Nr | Imię i nazwisko                      | Data ur. | Wzrost | Pozycja      |
| -- | ------------------------------------ | -------- | ------ | ------------ |
| 1  | Ołeksandra Miłenko                   | 1999     | 180    | przyjmująca  |
| 6  | Krystyna Niemcewa                    | 1998     | 165    | libero       |
| 7  | Switłana Dorsman                     | 1993     | 183    | środkowa     |
| 8  | Vicky Savard                         | 1993     | 185    | przyjmująca  |
| 9  | Anna Artyszuk                        | 2001     | 190    | atakująca    |
| 10 | Marharyta Stepanenko (do 15.11.2022) | 1993     | 186    | atakująca    |
| 11 | Mirta Velikonja Grbać                | 1998     | 183    | środkowa     |
| 12 | Kateryna Husejnowa                   | 2004     | 179    | rozgrywająca |
| 13 | Anastasija Karasiowa                 | 1997     | 178    | libero       |
| 14 | Darja Szarhorodska                   | 2002     | 182    | rozgrywająca |
| 16 | Anastasija Majewska                  | 2001     | 190    | środkowa     |
| 17 | Jewhenija Chober                     | 2001     | 188    | przyjmująca  |
| 19 | Wiktorija Dańczak                    | 2000     | 193    | atakująca    |
| 21 | Kima Żarkowa                         | 2005     | 185    | środkowa     |
| 22 | Ana-Marija Jonjev                    | 2000     | 178    | rozgrywająca |

### Sezon 2021/2022[17]
| Nr | Imię i nazwisko       | Data ur. | Wzrost | Pozycja      |
| -- | --------------------- | -------- | ------ | ------------ |
| 1  | Kateryna Dudnyk       | 1995     | 188    | przyjmująca  |
| 2  | Diana Meluszkyna      | 1996     | 191    | środkowa     |
| 3  | Bohdana Anisowa       | 1992     | 190    | przyjmująca  |
| 4  | Nasja Dimitrowa       | 1992     | 189    | środkowa     |
| 5  | Kateryna Silczenkowa  | 1991     | 185    | przyjmująca  |
| 6  | Heidy Casanova        | 1998     | 186    | atakująca    |
| 7  | Łora Kitipowa         | 1991     | 182    | rozgrywająca |
| 8  | Adora Anae            | 1996     | 186    | przyjmująca  |
| 9  | Marina Dehtjarowa     | 1993     | 185    | rozgrywająca |
| 9  | Julija Hierasymowa    | 1989     | 187    | środkowa     |
| 11 | Anna Charczynska      | 2001     | 190    | przyjmująca  |
| 13 | Olha Hejko            | 1988     | 177    | rozgrywająca |
| 14 | Ołeksandra Kutniakowa | 1997     | 180    | libero       |
| 15 | Żana Todorowa         | 1997     | 170    | libero       |
| 18 | Maryna Mazenko        | 1998     | 185    | środkowa     |

### Sezon 2020/2021[18]
| Nr | Imię i nazwisko      | Data ur. | Wzrost | Pozycja               |
| -- | -------------------- | -------- | ------ | --------------------- |
| 1  | Kateryna Dudnyk      | 1995     | 188    | przyjmująca           |
| 2  | Diana Meluszkyna     | 1996     | 191    | środkowa              |
| 3  | Darja Drozd          | 1990     | 188    | środkowa              |
| 4  | Ałła Politanska      | 1988     | 185    | rozgrywająca          |
| 5  | Kateryna Silczenkowa | 1991     | 185    | przyjmująca           |
| 7  | Łora Kitipowa        | 1991     | 182    | rozgrywająca          |
| 8  | Anastasija Krajduba  | 1995     | 194    | atakująca             |
| 11 | Anna Charczynska     | 2001     | 190    | przyjmująca           |
| 12 | Diana Frankewycz     | 1999     | 185    | przyjmująca           |
| 14 | Dayami Sanchez       | 1994     | 188    | przyjmująca/atakująca |
| 17 | Darja Dudenok        | 2001     | 168    | libero                |
| 17 | Tetiana Rotar        | 1996     | 168    | libero                |
| 18 | Maryna Mazenko       | 1998     | 185    | środkowa              |
| 21 | Shara Venegas        | 1992     | 173    | libero                |
| 22 | Kateryna Zuj         | 2003     | 183    | rozgrywająca          |
| 23 | Kima Żarkowa         | 2005     | 185    | środkowa              |